# (13251) Viot
(13251) Viot est un astéroïde de la ceinture principale.

## Description
(13251) Viot est un astéroïde de la ceinture principale. Il fut découvert le 20 juillet 1998 à Caussols par le projet ODAS. Il présente une orbite caractérisée par un demi-grand axe de 2,17 UA, une excentricité de 0,18 et une inclinaison de 3,9° par rapport à l'écliptique.

## Compléments